# Millardia
A Millardia az emlősök (Mammalia) osztályának a rágcsálók (Rodentia) rendjébe, ezen belül az egérfélék (Muridae) családjába tartozó nem.

## Rendszerezés
A nembe az alábbi 4 faj tartozik:
- Millardia gleadowi Murray, 1886
- Millardia kathleenae Thomas, 1914
- Millardia kondana Mishra & Dhanda, 1975
- Millardia meltada Gray, 1837 – típusfaj